# Трёхсвятский монастырь
Трёхсвя́тский монасты́рь — бывший мужской монастырь в Твери. Дал название Трёхсвятской улице.
Дата основания монастыря неизвестна, первое упоминание о нём датируется 1637 годом.
В начале XVIII века село Трехсвятское стало загородной резиденцией тверского архиерея. В 1739 году здесь построили каменное одноэтажное здание консистории, в настоящее время в нём находится Дом творчества детей и молодёжи. Вокруг был разбит регулярный парк, являющийся в настоящее время Детским парком.
В XIX веке тверские епископы благоустраивали свою летнюю резиденцию: здесь были построены деревянные кельи на каменном фундаменте, обновлена деревянная церковь и возведена трехъярусная колокольня.
С приходом советской власти на территории бывшего монастыря и усадьбы разместился сельскохозяйственный техникум, затем — Дом Творчества детей и молодёжи.